# Pieter Huidekoper
Pieter Huidekoper (Amsterdam, 31 maart 1798 - Amsterdam, 4 juni 1852) was een Nederlands politicus.
Huidekoper stamde uit een oorspronkelijk uit Harlingen afkomstige doopsgezinde familie. Hij werd in 1835 gekozen in de gemeenteraad van Amsterdam en in 1842 tot burgemeester van de stad. Deze functie combineerde hij in de jaren 1841 en 1842 met het lidmaatschap van de Tweede Kamer. Hij was als burgemeester de laatste van de 'oude' regenten en stelde zijn functie ter beschikking bij de aankondiging van de Gemeentewet van J.R. Thorbecke, waarmee zijn opvolgers zitting moesten nemen in een College van Burgemeester en Wethouders.
In 1851 was hij een van de oprichters van de Vereeniging ten behoeve der Arbeidersklasse te Amsterdam (VAK), welke bekendstaat als de oudste woningbouwvereniging van Nederland. Een straat om de hoek van een woningcomplex van de VAK uit 1869 aan de Weteringschans is naar de oprichter Huidekoperstraat genoemd.
Huidekoper was in 1821 getrouwd met Sara Geertruida Margaretha van Eeghen (1797 - 1827) en had twee dochters.
- Biografisch Portaal: 13419450
- Digitale Bibliotheek voor de Nederlandse Letteren: huid006
- Parlement.com: vg09llsuagd0
- RKD-Nederlands Instituut voor Kunstgeschiedenis: 323636
- Virtual International Authority File: 3435151535369002890003
- WorldCat: E39PBJmdpRRP998vRbmgfq7j4q